# Turistická značená trasa 4442
 Turistická značená trasa 4442 je 1,5 km dlouhá zeleně značená trasa Klubu českých turistů u Slatiňan v okrese Chrudim tvořící alternativní trasu k modře značené trase 1971 mezi rozcestími Kosova seč a Chrudimský les. Její převažující směr je východní. Trasa se nachází na území CHKO Železné hory a je součástí naučné stezky Lesní stezka Podhůra.

## Průběh trasy
Turistická trasa 4442 má svůj počátek na rozcestí Kosová Seč s modře značenou trasou 1791 Rabštejnská Lhota – Kočičí hrádek u hájovny na jižním konci chatové osady Podhůra. Směřuje jižním až jihovýchodním směrem k Lesní studánce Zde mění svůj směr na přibližně východní a pokračuje na rozcestí se žlutě značenou trasou 7347 vedoucí z Chrudimi na vrch Dubinec, u kterého se nachází lesní tělocvična. Trasa 4442 pokračuje jihovýchodním směrem na další asi 0,5 km vzdálené rozcestí, kde se stáčí k severu, a vede na rozcestí s názvem Chrudimský les opět s modře značenou trasou 1791, kde končí.

## Turistické zajímavosti na trase
- Lesní studánka
- Lesní tělocvična